# Horthy Paulette
Gróf Károlyi Gyuláné Horthy Paulette (Póla, 1903. augusztus 11. – Budapest, 1940. június 26.) Horthy Miklós kormányzó és Purgly Magdolna gyermeke. Tüdőbetegségben fiatalon elhunyt. Kenderesen a családi kriptában nyugszik.

## Élete
Horthy Paulette 1903. augusztus 11-én született Pólában. Gyermekkori tanulmányait, a kor szokásai szerint, nevelőnő és házitanító segítségével folytatta, amit az angolkisasszonyoknál letett vizsgával zárt. Tizenkilenc éves korában, 1922. április 1-jén házasságot kötött Fáy Lászlóval, aki jómódú birtokos volt. Kapcsolatuk azonban megromlott, és néhány évi házasság után elváltak. Paulette tüdőbetegséget kapott, ezért a semmeringi tüdőszanatóriumban töltött hosszabb időt. Ezt követően Egyiptomba utazott további gyógykezelésre, azonban a klímaváltozás sem segített egészségi állapotán. 1930. február 14-én férjhez ment ifjabb Károlyi Gyula grófhoz. Károlyi figyelmes férj volt, és sokat tett beteg feleségéért. A budai hegyekben, a XII. kerületi Varázs utca 9. szám alatt vásároltak villát, hogy a lehető legkedvezőbb körülményeket biztosítsák neki, és közel lehessen a családhoz. Állapota annyira leromlott, hogy életének utolsó évében már fekvő beteg volt, és oxigénpótlásra, valamint állandó orvosi ellátásra szorult. 1940. június 26-án hunyt el. Kenderesen a családi kriptában helyezték örök nyugalomra.